# Gladiolus sekukuniensis
Gladiolus sekukuniensis là một loài thực vật có hoa trong họ Diên vĩ. Loài này được P.J.D.Winter miêu tả khoa học đầu tiên năm 1999.